# Arstanbek Düjszejew
Arstanbek Düjszejewicz Düjszejew (ros. Арстанбек Дуйшеевич Дуйшеев, ur. 16 września 1932 we wsi Kiczi-Kemin w Rejonie Kemin, zm. 30 czerwca 2003 w Biszkeku) – radziecki i kirgiski polityk, przewodniczący Prezydium Rady Najwyższej Kirgiskiej SRR w latach 1979-1981 i premier Kirgiskiej SRR w latach 1981-1986.
W 1954 skończył studia na Kirgiskim Uniwersytecie Rolniczym, w 1970 został kandydatem nauk weterynaryjnych. Od 1957 dyrektor sowchozu, od 1960 funkcjonariusz partyjny. Od 1962 I sekretarz rejonowego komitetu partyjnego w Özgönie, od 1968 sekretarz KC Komunistycznej Partii Kirgistanu (KPK), od 1971 I sekretarz obwodowego komitetu KPK w Issyk-kul, od 10 stycznia 1979 do 14 stycznia 1981 przewodniczący Prezydium Rady Najwyższej Kirgiskiej SRR i równocześnie zastępca przewodniczącego Prezydium Rady Najwyższej ZSRR, następnie do stycznia 1986 premier Kirgiskiej SRR. Od 1986 dyrektor Instytutu Badań Weterynaryjnych Kirgistanu. 1981-1986 kandydat na członka KC KPZR.
Odznaczony Orderem Rewolucji Październikowej i trzykrotnie Orderem Czerwonego Sztandaru Pracy